# Josef Lipavský
Josef Lipavský, také Joseph či Giuseppe Lipavsky (22. února 1772 Vysoké Mýto – 7. ledna 1810 Vídeň), byl český hudební skladatel žijící v zahraničí.

## Život
Po studiích filozofie na Karlově univerzitě v Praze pokračoval studiem práv ve Vídni. V hudbě byl údajně žákem Wolfganga Amadea Mozarta a Jana Křtitele Vaňhala. Není to však zcela doloženo. Nějaký čas byl učitelem hudby v rodině hraběte Ádáma Telekiho a podnikal koncertní turné jako klavírní virtuóz. Usadil se ve Vídni, kde získal místo úředníka u císařské a královské tajné komorní výplatní kanceláře (dnes bychom řekli finančního úřadu).
Byl plodným a úspěšným skladatelem. Komponoval zejména skladby pro klavír, zvláště tehdy oblíbené variace na témata z populárních oper. Napsal však i řadu chrámových skladeb, písní, skladeb pro varhany a několik oper. Lipavského poslední skladba Sonata concertante G dur pro flétnu a klavír byla vytištěna posmrtně. Jeho kompozice se dochovaly v archivech v Praze, Vídni, Berlíně i v Brně.

## Z díla

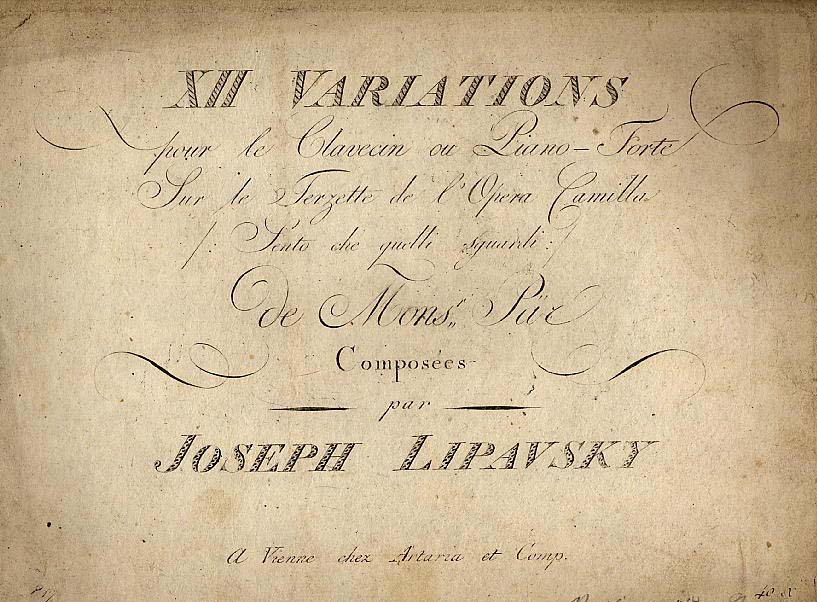
Titulní strana 12 variací pro klavír

### Opery
- Die Nymphen der Silberquelle (Vídeň, 1794)
- Bernardon
- Der gebesserte Hausteufel

### Variace pro klavír
- 12 Variazioni per il Forte-Piano dedicati al Sign. W. A. Mozart (1791)
- Variations sur la Romance Eine Rose hold und rein, dediées a Mademoiselle la Comtesse Julie de Dietrichstein
- 10 Variations pour le Piano-Forte sur l' Air savoyarde: Ascoute Ieanette z opery Les deux Savoyards
- Variations pour le Clavecin ou Piano Forte sur la Pastorale du Ballet La Fille retrouvée de l'Empereur Otto II, dediées a Mademoiselle Nannette de Cronenfels
- 9 Variations Sur le Duos Die Milch ist gefünder pour le Clavecin ou Piano Forte, dediées a Mademoiselle Babette de Managetta et Lerchenau
- 8 Variations pour le Piano Forte, Oeuvre 27 Sur la romance In des Tirannes z opery Étienne Méhula Die beyden Füchse